# Runer Jonsson
Runer Jonsson, escritor y periodista sueco nacido el 29 de junio de 1916 en Nybro y fallecido el 29 de octubre del 2006. Su popularidad se debe a su obra infantil Wickie el vikingo, que sirvió como base a una famosa serie de dibujos animados emitidos en todo el mundo.
Jonsson trabajó desde los trece años para el periódico Nybro Tidning donde trabajó convirtiéndose en 1936 a los 19 años, en su único Redactor. Su crítica del nazismo en los años 40 fue muy valiente. También escribió artículos para otros periódicos en este sentido.
Como autor escribió más de 50 libros. Y fue conocido sobre todos por su libro para niños Vicke Viking y el libro para jóvenes Edad de Bronce (Ulme från Öland).

## Enlaces
1. ↑  Sveriges Radio: Författaren Runer Jonsson har avlidit

- Datos: Q723525